# Парламентські вибори у Великій Британії 1955
Парламентські вибори у Великій Британії в 1955 році — демократичні вибори, що пройшли 26 травня 1955 року та привели до влади консерваторів на чолі з Ентоні Іденом.

## Передумови
Незадовго до виборів Вінстон Черчилль подав у відставку, і консерваторів на виборах очолив Ентоні Іден. На виборах перемогли консерватори, які набрали, на відміну від попередніх виборів 1951 року, більше голосів, ніж  лейбористи на чолі з  Клементом Еттлі, і збільшили свій відрив від лейбористів до 68 місць.
Після  попередніх виборів були переглянуті межі деяких округів та збільшено їх кількість з 625 до 630.

## Наслідки
Всього в Палату громад пройшло лише чотири партії — консерватори,  лейбористи,  ліберали і Шинн Фейн.
Ця виборча кампанія на думку експертів стала однією з багатьох «нудних» післявоєнних виборів, тому що було мало змін в країні. Це була п'ята й остання виборча кампанія в якій боролися лідер лейбористів Клемент Еттлі, якому на цей час вже було 72 року.
Ентоні Іден щойно став лідером Консервативної партії за кілька тижнів до виборів, але він довгий час вважався спадкоємцем консервативного керівництва. Консерватори сподівалися скористатися атмосферою, коронації Єлизавети II в 1953 році разом із поступовим економічним зростанням у країні.
Також, це був останній раз, коли консерватори виграли більшість місць в Шотландії. Після 1959 року Лейбористська партія зарекомендувала себе як домінуюча партія в цій країні на загальних виборах у Великій Британії, положення не підтримується до підйому Шотландської національної партії у парламентських виборах у 2015 році.
Вперше телебачення займає значну роль у виборчій кампанії.
У день виборів, Дейлі міррор надрукувала статтю на першій шпальті, що мала заголовок «Не дозволяй торі чіпати наших дітей» англ. "Don't Let The Tories Cheat Our Children", закликаючи своїх читачів обрати Лейбористів на тій підставі, що вони «побудують кращу Британію для всіх нас».

## Результати виборів
|  | Партія                         | Лідер            | Голоси     | %    | Місць | Δ місць |
|  | ------------------------------ | ---------------- | ---------- | ---- | ----- | ------- |
|  | Консерватори                   | Ентоні Іден      | 13 310 891 | 49,7 | 345   | ▲ 23    |
|  | Лейбористи                     | Клемент Еттлі    | 12 405 254 | 46,4 | 277   | ▼ 18    |
|  | Ліберали                       | Клемент Девіс    | 722 402    | 2,7  | 6     | 0       |
|  | Шинн Фейн                      | Падді Маклоган   | 152 310    | 0,6  | 2     | ▲ 2     |
|  | Партія Вельсу                  | Гвінвор Еванс    | 45 119     | 0,2  | 0     | 0       |
|  | Комуністи                      | Харрі Поллітт    | 33 144     | 0,1  | 0     | 0       |
|  | Ірландські лейбористи          | Вільям Нортон    | 16 050     | 0,1  | 0     | ▼ 1     |
|  | Шотландська національна партія | Роберт Макінтайр | 12 112     | 0,0  | 0     | 0       |

| 345          | 277        | 6        | 2         |
| Консерватори | Лейбористи | Ліберали | Шинн Фейн |

## Маніфести
- United for Peace and Progress: The Conservative and Unionist Party's Policy- 1955 Conservative manifesto.
- Forward With Labour: Labour's Policy for the Consideration of the Nation — 1955 Labour Party manifesto.
- Crisis Unresolved — 1955 Liberal Party manifesto.